# Zoltán Kammerer
Zoltan Kammerer, né le 10 mars 1978 à Vác, est un kayakiste hongrois pratiquant la course en ligne. Il est triple champion olympique, dont deux titres obtenus aux Jeux olympiques de Sydney, et triple champion du monde.